# Ронан Пойнт
Ронан-Пойнт (Ronan Point) — це 22-поверхова багатоповерхова будівля в Каннінг-Тауні в Ньюгемі, Східний Лондон, яка частково зруйнувалася 16 травня 1968 року, лише через два місяці після відкриття. Вибух газу виніс кілька несучих стін, спричинивши обвал одного кута будівлі; четверо людей загинули, 17 отримали поранення. Вражаючий характер обвалу (спричинений як поганим дизайном, так і неякісною конструкцією) призвів до втрати громадської довіри до висотних житлових будинків, що призвело до серйозних змін у британських будівельних нормах.

## Будівництво
Ронан-Пойнт, названий на честь заступника мера Гаррі Ронана (колишнього голови житлового комітету лондонського району Ньюхем), був частиною хвилі багатоповерхівок, побудованих у 1960-х роках як дешеве, доступне збірне житло для жителів Вест-Хема та інших райони Лондона. Вежа була побудована Тейлором Вудроу Англіаном  за допомогою технології, відомої як великопанельна система будівництва, яка передбачає відливання великих бетонних збірних секцій за межами майданчика та їх з’єднання болтами для будівництва будівлі. Використана збірна система датської системи Larsen & Nielsen.  
Будівництво почалося в 1966 році і було завершено 11 березня 1968 року  .

## Руйнація
Приблизно о 5:45 ранку 16 травня 1968 року мешканка Айві Ходж зайшла на свою кухню в квартирі 90, кутовій квартирі на 18-му поверсі будинку, і запалила сірник, щоб розпалити газову плиту, щоб випити чашку чаю.  Сірник спровокував вибух газу, який розірвав несучі бокові стіни, які підтримували чотири квартири вище. Вважається, що недоліки були в стиках, що з’єднують вертикальні стіни з плитами перекриття. Флангові стіни відпали, залишивши верхні поверхи без підтримки та спричинивши прогресивне руйнування південно-східного кута будівлі. 
Будівлю щойно відкрили, і три з чотирьох квартир безпосередньо над Ходжем були порожні. Четверо з 260 мешканців загинули одразу, а сімнадцять отримали поранення, у тому числі молода мати, яка застрягла на вузькому виступі, коли решта її вітальні зникла. Ходж вижила. 

## Запит Гріффітса
Відразу після обвалу уряд доручив розслідування під керівництвом Х’ю Гріффітса. Він повідомив про небезпеку, яка загрожує таким будинкам під тиском на стіни від вибуху, вітру або пожежі. Він встановив, що, незважаючи на те, що проект відповідав чинним нормам, слід виконати такі рекомендації: 
- Необхідно відключити газопостачання від існуючих висотних будівель до їх укріплення
- Слід розглянути вимогу повідомляти газову службу про нові газові установки
- Слід приділити увагу покращенню вентиляції у висотних будинках
- Необхідно переглянути правила зберігання вибухових матеріалів у висотних будинках
- Усі висотні будинки понад шість поверхів повинні бути оцінені інженером-конструктором
- При необхідності висотні будинки слід посилити
- Проектувальники нових висотних будинків повинні проектувати їх так, щоб їм не загрожувало прогресуюче руйнування
- Розробникам слід взяти до уваги останні дослідження щодо частоти та тривалості вітру з високою швидкістю тощо
- Проектувальники повинні враховувати вплив вогню на структурну поведінку будівлі

## Подальша перебудова та згодом знесення
Ронан-Пойнт було частково перебудовано після вибуху з використанням зміцнених з’єднань, призначених для вирішення цих проблем, а будівельні правила були змінені, щоб гарантувати, що подібні проекти не будуть дозволені в майбутньому. Однак впевненість громадськості у безпеці житлових багатоповерхівок була непоправно похитнута,  і громадський скептицизм пізніше виявився доречним. 
Сем Вебб, архітектор, який надав свідчення в розслідуванні Гріффітса, передбачив, що приблизно через 15 років у Ронан-Пойнт виникнуть структурні проблеми та він завалиться.  Занепокоєння Вебба зрештою змусили раду евакуювати будівлю, а потім знести її в 1986 році. Масштаби виявлених дефектів шокували навіть деяких активістів, включаючи самого Вебба. На нижніх поверхах були виявлені тріщини в бетоні, де він був точково навантажений, і стверджувалося, що додатковий тиск на ці точки під час сильного вітру (наприклад, під час великого шторму 1987 року, лише через рік після знесення) ) незабаром призвело б до руйнування будівлі. 